# Marijo Šivolija-Jelica
Marijo Šivolija-Jelica (Rijeka, 29. lipnja 1981.), hrvatski boksač.

## Sportska karijera
Omišljanin, član Boksačkog kluba Rijeka.

### Sportski uspjesi
- Srebrna medalja na SP u Kini 2005. godine (81 kg)
- Srebrna medalja na EP u Puli 2004. godine (81 kg)
- Brončana medalja na EP juniora u Rijeci 1999. godine (81 kg)
- Brončana medalja na Mediteranskim igrama u Almeriji 2005. godine (81 kg)
- Tri zlatne, jedna srebrna i četiri brončne medalje na EABA turnirima
- Nastup na OI 2008.

## Vanjske poveznice
- Životopis na službenim stranicama OI 2008. (engl.)
- Hrvatski boksački savez  Arhivirana inačica izvorne stranice od 18. kolovoza 2008. (Wayback Machine) (hrv.)